# キングバブーンスパイダー
キングバブーンスパイダー（学名：Pelinobius muticus）は、クモ目オオツチグモ科に属するクモの一種。アフリカ・ケニア辺りに生息するタランチュラで、全長は80mmほどである。

## 概要

### 全体の特徴・生態
体色は美しいオレンジがかった褐色。毒牙はマムシより長いと言われる。地面に巣穴を掘り、通りかかる小動物を襲って食べる。成長が遅く、メスで5～7年位かかる。

### 危険性
牙で「カチカチ」という音を出して相手を威嚇する。とても攻撃的で気の荒い性格。毒を持っており、噛まれると激しく痛む。また、強い幻覚作用があるとされる。

### 「世界最強虫王決定戦」とキングバブーン
キングバブーンスパイダーは、「世界最強虫王決定戦」シリーズでは第1回大会よりエントリーしている古参選虫である。第1回の時はベトナムオオムカデに噛み殺されて1回戦で敗退したが、第2回ではオオスズメバチに毒牙を突き刺して勝利している。「世界最強虫王決定戦第四弾 異種格闘技大戦争！」では、国産カブトホワイトアイ、ジャワコーカサス を連続で撃破しているが、その後ペルビアンオレンジレッグジャイアントオオムカデに判定で敗れた。